# Сократов проблем
Сократов проблем – формирането на точна представа за историческата личност Сократ и за неговите философски гледни точки е съвсем проблематично. Този проблем е познат като Сократовия проблем.

## Сократ
Сократ не пише философски текстове. Знанието за личността, живота му и неговата философия се базират на това, което са писали неговите ученици и съвременници. Първи сред тях е Платон. Въпреки това творби от Ксенофонт, Аристотел и Аристофан също дават важни сведения. Трудността при откриването на истинския Сократ се корени в това, че тези текстове са философски или драматични творби, а не исторически мемоари. Няма исторически записки на Сократовите съвременници, които да се отнасят за мястото и времето, където и когато е живял той. Изводът от всичко това е, че източниците, които споменават Сократ, незадължително твърдят, че са исторически достоверни и често са субективни (тези, които преследват и осъждат Сократ, не оставят писмени сведения).
Поради тази причина историците са изправени пред предизвикателството да съгласуват тези разнообразни текстове от различни личности, така че да се създаде точно и последователно описание на Сократовите живот и работа. Резултатът от тези опити невинаги е реалистичен.
Платон често е смятан за най-информативния източник за Сократовите биография и философия. В същото време обаче много учени смятат, че в някои свои творби Платон – литературен творец – хиперболизира своята, както се твърди, украсена версия за Сократ. Той едва ли е казвал или правил някои от нещата, които Платон му приписва. Счита се, че Ксенофонт, който е историк, е много по-надежден източник за личността на Сократ. Съвсем трудно и спорно е да се определи кога кой Сократ – реалният, или украсената версия, се използва в творбите на Платон.
Съвсем ясно обаче става от други писмени източници и исторически артефакти, че Сократ не е просто измислен герой на Платон. Информацията от Ксенофонт и Аристотел, заедно с някои от творбите на Аристофан (най-вече „Облаци“) могат да се използват за обрисуване на личността на Сократ извън Платоновите творби.

## Сократов проблем
Въпреки че Сократ е бил главен герой в повечето от диалозите на Платон, всъщност той е истинска историческа фигура, както се разбира – в по-късните си диалози Платон използва характера на Сократ за да даде глас на своите философски възгледи. Сократовият проблем засяга трудността или неспособността за определяне на това каква – в творбите на Платон – е точно ролята на сократичното мислене и какъв е бил начинът на мислене на Платон, използвайки Сократ като литературен източник.
Сократ, който често е смятан за основател на западната философия и който е бил осъден на смърт от демокрацията на Атина през май 399 пр.н.е., е учител и наставник на Платон. Платон, подобно на някои от неговите съвременници, пише диалози за своя учител. Повечето от това, което знаем за Сократ идва от творбите на Платон. Въпреки това широко разпространено е убеждението, че много малко от диалозите на Платон може да бъде дословно свидетелство за разговори или безсъмнено изобразяване на сократовото мислене. Много от диалозите използват Сократ като източник за начина на мислене на Платон и понякога се получават несъответствия между Платон и останалите свидетелства за Сократ. Например Платон твърди, че Сократ постоянно отхвърля, че някога ще приеме пари за преподаване, докато симпозиумът на Ксенофонт ясно посочва, че на Сократ се заплаща от неговите учениците да преподава мъдрост и това му е препитанието. Предвид очевидната еволюция на мисълта в диалозите на Платон от неговите ранни години до неговите средни и по-късни години, все по-често се смята, че с времето диалозите започват да представят все по-малко от Сократ и повече от Платон. Въпреки това, за въпроса какви точно аспекти на Платоновите диалози са характерни за Сократ и кои не са, не е постигнато съгласие.

## Фридрих Шлайермахер
Германският просветител Фридрих Шлайермахер прави опит за решаване на „Сократовия проблем“. Шлайермахер защитава тезата, че двата диалога Апология и Критон са чисто сократически, които, с други думи, са по-скоро точни исторически описания на реалния човек Сократ и следователно история, а не философията на Платон изобщо. Всички други диалози, които Шлайермахер приема като оригинални, той смята за неразделно свързани и в съгласие с платонизма. Тяхното постоянство е свързано с трите фази на платоновото развитие:
- Начални работи, които завършват с „Парменид“;
- Преходни произведения, които завършват с двете така наречени семейства диалози, първата състоящи се от „Софист“, „Държавникът“ и „Пирът“, а вторият от „Федон“ и „Филеб“; и накрая:
- Градивни работи: „Държавата“, „Тимей“ и „Закони'“.

Становищата на Шлайермахер за хронологията на работата на Платон са доста спорни. Според Шлайермахер, характера на Сократ търпи развитието във времето в „Непознат“ в работата на Платон и изпълнява важна функция в развитието на Платон, както се появява в първото семейство диалози по-горе като „Чужденец от Елеа“ в Софистът и държавник и „Manitenean Stranger“ в Пирът. „Атинският непознат“ е главният герой в „Закони“ на Платон. Освен това, семейството Софистът-Държавникът-Философът създава особено добър смисъл в следния ред, тъй като Шлайермахер също така поддържа тезата, че двата диалога, Пирът и Федон, разкриват Сократ като типичен философ в живота, в смъртта и в областта за различието.
Затова това триединството, присъстващо както в Софистът и Държавникът завършва, въпреки че „Философът“, разделян диалектически на част „Непознат“ и част „Сократ“, не е наречена „философ“ и тази философска трудност се оставя да бъде разрешена от читателя. По този начин Шлайермахер заема позицията, че реалният Сократов проблем е разбирането на диалектика между личностите на „Непознат“ и „Сократ.“

## Карл Попър
Карл Попър, който се отнася изключително критично към Платон и неговата философия, се спира подробно на Сократовия проблем в своята първа книга за „Отвореното общество и неговите врагове“.